# Kaftanbluse
Die Kaftanbluse ist ein lang geschnittenes, vorne offenes Kleidungsstück, das vorrangig in der westlichen Welt von Frauen getragen wird. Stilistisch entwickelt hat sich diese meist aus leichten Stoffen genähte Bluse ursprünglich aus dem traditionellen Kaftan. Wegen der einfachen Herstellung findet die Bluse auch in Hobbyschneider-Kreisen wachsende Beliebtheit. 

## Herkunft und Entwicklung
Im Gegensatz zum traditionellen Kaftan, der schon einige Jahrhunderte vorrangig in orientalischen Bereichen getragen wird, hat die moderne Kaftanbluse erst Anfang der 1970er Jahre Einzug in die Modewelt erhalten. Nach einer mehrjährigen Beliebtheitswelle schwächte sich der Kaftanblusentrend ab, genießt jedoch seit Anfang des neuen Jahrtausends wieder einen beachtlichen Aufschwung.